# Bay of Plenty
Bay of Plenty (maorsky Te Moana-a-Toi) je region na severním pobřeží Severního ostrova Nového Zélandu, jehož území lemuje pobřeží zálivu Hojnosti (Bay of Plenty), vymezeného Koromandelským poloostrovem na západě a mysem Cape Runaway na východě. Je jednou ze šestnácti novozélandských správních oblastí, která zaujímá 12 231 km² souše a 9 509 km² pobřežních vod a žije v ní 293 500 obyvatel. Hlavními etnickými skupinami jsou Evropané (67 %) a Maorové (27,5%). Administrativním centrem je Whakatane a největším městem Tauranga. K regionu patří také ostrov Whakaari/White Island.

## Historie
Podle domorodých legend bylo pobřeží zálivu místem, kde přistáli první polynéští osadníci. V roce 1769 oblast navštívil James Cook a pro její přírodní bohatství ji nazval Bay of Plenty (Záliv hojnosti) na rozdíl od Poverty Bay (Záliv chudoby) na východním pobřeží Severního ostrova, kde se vylodil předtím. V průběhu první poloviny 19. století Britové dobyli region na Maorech v tzv. mušketových válkách a v roce 1853 ho připojili k Aucklandské provincii. Při správní reformě v roce 1989 se stalo Bay of Plenty samostatnou částí státu nejvyšší úrovně.

## Přírodní podmínky
Díky teplému a vlhkému podnebí bez velkých rozdílů mezi ročními obdobími patří Bay of Plenty k nejdůležitějším zemědělským regionům Nového Zélandu. Pěstuje se kiwi a avokádo, chová se skot a ovce, významná je rovněž těžba dřeva. Na mořském pobřeží se nachází množství středisek vodních sportů. Turisté přicházejí také za pozorováním mořských živočichů jako je plejtvák obrovský nebo keporkak. Ve vnitrozemí jsou četné termální prameny, nedaleko Rotoruy do roku 1904 vystřikoval největší gejzír na světě Waimangu Geyser.